# Alex van der Zwaan
Alex Rolf van der Zwaan (Brussel, september 1984) is een in Londen gevestigde Nederlandse advocaat, voorheen verbonden aan de Londense tak van het in New York gevestigde internationale advocatenkantoor Skadden, Arps, Slate, Meagher & Flom. In februari 2018 bekende hij schuldig te zijn in de context van het onderzoek van speciale aanklager Robert Mueller naar de Russische inmenging in de Amerikaanse presidentsverkiezingen van 2016.
Van der Zwaan werd ten laste gelegd dat hij had gelogen tegenover de FBI en de onderzoekers van speciale aanklager Robert Mueller over zijn contacten met politieke raadgever en lobbyist Rick Gates en een ongeïdentificeerde, in Oekraïne gevestigde langdurige zakenpartner van Paul Manafort. Op 20 februari 2018 bekende hij schuldig te zijn aan het verstrekken van valse verklaringen aan onderzoekers. Op 3 april 2018 werd Van der Zwaan door de rechtbank in Washington schuldig bevonden. Hij kreeg een boete van 20.000 dollar en een gevangenisstraf van 30 dagen opgelegd.
Het Oekraïense ministerie van Justitie was zijn eerste cliënt en stond centraal in de aanklacht tegen hem. In 2017 stortte het advocatenkantoor Skadden Arps een bedrag van 567.000 dollar terug aan de regering van Oekraïne.

## Opleiding en carrière
Van der Zwaan, een Nederlands staatsburger, werd in september 1984 geboren in Brussel als enig kind van een Russische moeder en een Nederlandse vader, van wie hij de nationaliteit meekreeg. Alex van der Zwaan ging in Londen rechten studeren. Hij behaalde in 2006 zijn mastergraad aan King's College London. In 2007 rondde hij de Legal Practice Course af, waarna hij gemachtigd was de rechtspraktijk uit te oefenen in Engeland en Wales.
Hij begon in 2007 zijn werkzaamheden bij het Londense internationale advocatenkantoor Skadden, Arps, Slate, Meagher & Flom. Hij werkte daar aan complexe zaken, waaronder het bevriezen van activa van rijke cliënten, een door bedrijven en miljardairs toegepaste juridische tactiek in geschillen met zakelijke partners. Hij stond vele malen een Oekraïense oligarch bij, wiens bezittingen dreigden te worden bevroren door het High Court of Justice, het hooggerechtshof voor Engeland en Wales. Zijn activiteiten omvatten ook het vertegenwoordigen van maatschappijen, individuen en soevereine instanties in verschillende zaken, zoals het voeren van hoogwaardige en complexe processen en het instellen van onderzoeken naar overheidsdiensten.

## Werk aan het Skadden Arps-Oekraïne-rapport en daaropvolgende aanklachten
Van der Zwaan, die Russisch spreekt, was een van de acht advocaten die werkten aan het Skadden Arps-rapport van 2012, dat via Paul Manafort in opdracht van het bewind van de Oekraïense president Viktor Janoekovytsj werd opgesteld. Het rapport rechtvaardigde de vervolging, veroordeling en opsluiting van Janoekovytsj' rivale, de voormalige Oekraïense premier Joelia Tymosjenko. Van der Zwaan reisde naar Oekraïne om aan het rapport te werken en diende als staatsrecht-consultant op het ministerie van Justitie van Oekraïne. De voormalige Amerikaanse ambassadeur John E. Herbst zei in een in 2017 gegeven interview dat Skadden Arps "zich moest schamen" voor het rapport, dat hij "een smerig stuk werk" noemde.
Aanklager Andrew Weissmann van het team van speciale aanklager Robert Mueller verklaarde in februari 2018 dat Van der Zwaan een rol speelde in het streven van Manafort en Gates om het imago van Janoekovytsj in de Verenigde Staten te verbeteren. Voor dat doel maakte Van der Zwaan eind juli, begin augustus 2012 een ongeautoriseerde kopie van het rapport. Deze kopie speelde hij door aan een public-relations-kantoor, dat werkte voor het Oekraïense ministerie van Justitie met de bedoeling om het rapport gepubliceerd te krijgen in The New York Times en om Rick Gates te voorzien van bespreekpunten over het rapport.
Ook stelden medewerkers van de speciale aanklager dat Van der Zwaan door hen gezochte e-mails tussen hem en Manaforts compagnon "Persoon A", waarin werd verzocht dat Van der Zwaan versleutelde communicatie zou gebruiken en een andere mail, gedateerd september 2016, waarin stond liever geen informatie naar Skadden Arps door te sturen, omdat zij bezig waren documenten voor de speciale aanklager te verzamelen.
In februari 2018 werd Van der Zwaan ervan beschuldigd dat hij had gelogen tijdens een interview met medewerkers van de speciale aanklager en de FBI op 3 november 2017. Hem werd ten laste gelegd dat hij had gelogen over de tijdsbepaling en de aard van zijn laatste communicaties met Gates en een ongeïdentificeerde, in Oekraïne gevestigde compagnon van Manafort, aangeduid als "Persoon A", later door The New York Times geïdentificeerd als Konstantin Kilimnik. In het interview zei Van der Zwaan dat zijn laatste uitwisseling met Gates een onschuldige tekst medio 2016 betrof en dat zijn laatste contact met "Persoon A" een gesprek in 2014 over diens gezin was.
Aanklagers stelden daarentegen vast dat hij het Skadden Arps-rapport in september 2016 had besproken met Gates en "Persoon A" tijdens telefoongesprekken, die hij heimelijk opnam. Aanklager Weissmann verklaarde dat de aanklachten tegen Van der Zwaan deel uitmaken van een onderzoek naar schendingen van de FARA-wetgeving door Paul Manafort, Rick Gates en anderen. Van der Zwaan erkende tegenover onderzoekers van de speciale aanklager in een ondervraging dat Gates hem had verteld over de banden van "Persoon A" met het hoofd Inlichtingendirectoraat (GROe), de Russische militaire inlichtingendienst.
Op 20 februari 2018 bekende Van der Zwaan schuldig te zijn aan het afleggen van valse verklaringen tegenover onderzoekers. In zijn bekentenis gaf hij ook toe e-mails te hebben vernietigd, evenals het feit dat hij had gelogen toen hij onderzoekers vertelde dat hij alleen een "passieve rol had gehad in het verspreiden van het Oekraïne-rapport". De bekentenis hield geen overeenkomst in om mee te werken met het onderzoek van speciale aanklager Mueller. Dezelfde dag gaf Skadden Arps een verklaring uit dat Van der Zwaan door het advocatenkantoor in 2017 was ontslagen. Op 3 april 2018 werd Van der Zwaan door de rechtbank in Washington schuldig bevonden. Hij kreeg  een boete van 20.000 dollar en een gevangenisstraf van 30 dagen opgelegd. Van der Zwaan werd op 4 juni vrijgelaten en uitgezet naar Nederland.

## Privé
Van der Zwaan woont in Londen. Hij trouwde in juni 2017 met Eva Khan (1991), dochter van de Russische miljardair German Khan, medestichter en mede-eigenaar van de Alfa Group. German Khan heeft een aanklacht tegen BuzzFeed ingediend, evenals de private inlichtingendienst Fusion GPS, wegens BuzzFeeds publicatie van het Trump–Rusland-dossier, dat informatie bevat over Trumps banden met Rusland.
Van der Zwaan heeft verscheidene Russische relaties en werkte met een aantal Russische oligarchen. Naast Nederlands spreekt hij vloeiend Engels, Russisch en Frans.